# أورام الخلايا المنتشة في المبيض
تشتق أورام الخلايا المنتشة في المبيض من الخلايا المنتشة البدائية للغدد التناسلية الجنينية، وتمثل حوالي 2.6% من جميع الأورام الخبيثة في المبيض. هناك أربعة أنواع رئيسية من أورام الخلايا المنتشة: الأورام غير المتجانسة، ورم الكيس المحي، ورم مسخي (تيراتوما)، والسرطانة المشيمائية.
يصعب اكتشاف أورام الخلايا المنتشة في المبيض وتشخيصها في مرحلة مبكرة بسبب خصائصها النسيجية غير المحددة. أشيع أعراض أورام الخلايا المنتشة في المبيض انتفاخ البطن والاستسقاء وعسر الجماع. تتشكل أورام الخلايا المنتشة في المبيض من خلايا سرطانية خبيثة في الخلايا المنتشة البدائية للمبيض، ولا يزال السبب الدقيق وراء حدوثها غير معروف بدقة، ومع ذلك فقد حُددت العديد من الطفرات الجينية والعوامل البيئية كعوامل مؤهبة لهذه الأورام. يمكن الاشتباه بأورام الخلايا المنتشة في المبيض بالفحص السريري وتظهر فحوصات الأمواج فوق الصوتية كتلة صلبة في المبيض وتظهر الفحوصات المخبرية ارتفاع مستويات ألفا فيتوبروتين. تشكل الجراحة العلاج الرئيسي لأورام الخلايا المنتشة في المبيض بالإضافة للعلاج الكيميائي.

## العلامات والأعراض
يصعب اكتشاف وتشخيص أورام الخلايا المنتشة في المبيض في مرحلة مبكرة لأن أعراضها تكون غير واضحة وغير نوعية. يصبح الورم قابلاً للاكتشاف عندما يشكل كتلة كبيرة ومجسوسة. تشمل الأعراض انتفاخ البطن والاستسقاء وعسر الجماع، قد يتمزق الورم في حالات نادرة، ما يؤدي لألم حاد في البطن. يمكن أن تؤدي أورام الخلايا المنتشة في المبيض لنزف نسائي غير طبيعي وبلوغ مبكر عند الطفلات الصغيرات.

## الأسباب
لم يُحدد السبب الدقيق لأورام الخلايا المنتشة في المبيض، ولكن العلماء حددوا عدة عوامل قد تساهم في زيادة مخاطر الإصابة بهذه الأورام مثل الإصابة بالإندوميتريوز ومتلازمة المبيض متعدد الكيسات وعوامل خطر جينية أخرى. يمتلك الأفراد الأكثر عرضة للإصابة بأورام الخلايا المنتشة في المبيض طفرات سائدة (BRCA1 وBRCA2). يزداد خطر الإصابة بأورام الخلايا المنتشة في المبيض عند المصابين بمتلازمة لينش.
لقد قلل الحمل والرضاعة الطبيعية وموانع الحمل الفموية من خطر الإصابة بأورام الخلايا المنتشة في المبيض. لاتزال الأسباب الدقيقة لهذه الأورام غير معروفة بدقة، ولكن يعتقد أن للطفرات الجينية دورًا هامًا في حدوثها مثل غياب الجينات الكابحة للورم أو وجود الجينات المسرطنة، بالإضافة للعوامل الجينية، فإن لبعض العوامل البيئية مثل الاضطرابات الغدية الصماء، والتعرض المفرط لهرمونات الأم يمكن أن يساهم أيضًا في حدوث أورام الخلايا المنتشة في المبيض. أظهرت دراسة حديثة أجريت على الفئران أن الوراثة تدعم تأثير المواد البيئية الخطرة مثل البلاستيك ومبيدات الحشرات والديوكسينات في تطوير أورام الخلايا المنتشة في المبيض.

## تشخيص
يبدأ التشخيص الأولي بالفحص السريري للحوض قد يشعر الطبيب الفاحص بكتلة كبيرة أو كتلة مجسوسة أسفل البطن عند الفحص السريري للمهبل. لتحديد نوع أورام الخلايا المنتشة في المبيض تُجرى تحاليل مخبرية متعددة مثل: bHCG وAFP وLDH. يستخدم التصوير بالأمواج فوق الصوتية عبر المهبل لتحديد حجم الورم وانتشاره، ويمكن اللجوء للتصوير بالطبقي المحوري إذا كان التشخيص غير واضح.

## العلاج

### الجراحة
أورام الخلايا المنتشة في المبيض هي غالبًا أورام أحادية الجانب، ما يعني أنها تتركز في جانب واحد فقط من المبيض، ما يجعل الاستئصال الجراحي خيارًا مناسبًا لها، تُعرف الطريقة الجراحية هنا بالجراحة المحافظة على الخصوبة (تشمل استئصال البوق والمبيض من جانب واحد)، أما إذا كان الورم في مرحلة متقدمة يُفضل استئصال الرحم والمبيضين.

### العلاج الكيميائي المساعد
يُفضل الجمع بين الاستئصال الجراحي للورم والعلاج الكيميائي، يُعطى هذا العلاج عن طريق الفم أو الوريد، ويشمل البليوميسين والإيتوبوسيد والسيسبلاتين، يجب إعطاء المرضى 3-4 دورات من هذا البروتوكول العلاجي لضمان أفضل النتائج، إذا لم يستجب المرضى لهذا البروتوكول يمكن استخدام بروتوكول آخر يتألف من: سيسبلاتين وإيفوسفاميد وباكليتاكسيل.